# Agromyza facilis
Agromyza facilis är en tvåvingeart som beskrevs av Spencer 1969. Agromyza facilis ingår i släktet Agromyza och familjen minerarflugor. Inga underarter finns listade i Catalogue of Life.